# Roberto Roberti
Roberto Roberti (Rio de Janeiro, 9 de agosto de 1915 — 16 de agosto de 2004) foi um compositor brasileiro.
Carioca da Tijuca, filho de Santo Roberti e Yolanda Lopes Roberti, começou a compor em 1935. Como compositor de MPB, fez música de qualidade numa época em que a rivalidade era muito acirrada.
Compôs com vários colegas, vários tipos de música, especialmente sambas e marchas de Carnaval. Teve como parceiro mais constante o compositor Arlindo Marques Jr., e a dupla fez muito sucesso, principalmente nas décadas de 30, 40 e 50, com notáveis composições. Em junho de 1935, Carmem Miranda gravou o samba Queixas de Colombina e a marcha Foi numa noite assim.
Em 20 de outubro de 1938, Roberto Roberti e vários outros autores deram o primeiro passo para a formação da Associação Brasileira de Compositores e Autores (ABCA). Em 22 de junho de 1942, fundaram finalmente a União Brasileira de Compositores (UBC).

## Maiores sucessos
- Abre a janela, com Arlindo Marques Jr., gravado por Orlando Silva
- Até papai, com A. M. Jr. e Jorge Murad, gravado por Joel e Gaúcho
- Aurora, com Mário Lago, gravado por Joel e Gaúcho
- Bendito amor, com Osvaldo Santiago
- Cadê o amor, com Ayrton Borges
- Capelinha do coração, com A. M. Jr.
- Ela vai à feira, com Almanir Greco
- Encontrei minha amada, com A. M. Jr.
- Enquanto houver Mangueira, com A. M. Jr.
- Eterno Natal, com Osvaldo Santiago
- Eu não posso ver mulher, com Osvaldo Santiago
- Eu quero ver é a pé, com Mário Lago, gravado por Arnaldo Amaral
- Eu trabalhei, com Jorge Faraj, grabado por Orlando Silva
- Falaram tanto da Bahia, com A. M. Jr.
- Isaura, com Herivelto Martins, gravado por Francisco Alves
- Lá vem o Ipanema, com A. M. Jr. e Marina Batista
- Mangueira, com Nelson Cavaquinho
- Martírio, com A. M. Jr. e Wilson Batista
- Montanha russa, com A. M. Jr.
- Música maestro, com A. M. Jr.
- Não dou liberdade a mulher, com Waldemar de Abreu (Dunga)
- Não vou pra casa, com Antônio Almeida
- Nega pelada, me deixa, com A. M. Jr., gravado por Araci de Almeida
- Nós, os carecas, com A. M. Jr., gravado pelos Anjos do Inferno
- O divórcio está aí, com Ayrton Borges
- O homem sem mulher não vale nada, com A. M. Jr., gravado por Orlando Silva
- Olha a saúde rapaz, com Ataulfo Alves
- Palhaço, com A. M. Jr. e Nelson Cavaquinho
- Panorama do Brasil, com A. M. Jr. e Alcyr Pires Vermelho
- Pra que saber?, gravado por Ângela Maria
- Quando voltares, com A. M. Jr.
- Que passo é esse, Adolfo?, com Haroldo Lobo
- Queixas de Colombina, com A. M. Jr., gravado por Carmen Miranda
- Roberta, com Roberto Martins e Mário Rossi
- Se a orgia se acabar, com A. M. Jr.
- Sistema nervoso, com Orlando Correia e com Simone
- Vida de caboclo, com A. M. Jr.
- Você me maltrata, com A. M. Jr. e Xavier de Souza